# 섀도우 제너레이션즈
《섀도우 제너레이션즈》는 소닉 팀이 개발하고 세가가 배급한 2024년 플랫폼 게임이다. 2005년 《섀도우 더 헤지혹》 이후 섀도우가 주인공인 두 번째 《소닉 더 헤지혹》 비디오 게임이다. 2011년 게임 《소닉 제너레이션즈》와 평행된 이야기를 다루는 후속작으로 섀도우가 시공을 넘는 모험을 하며 블랙 둠과 싸우는 내용을 다뤘다. 《소닉 제너레이션즈》와 마찬가지로 레벨, 보스 모두 이전 《소닉》 게임에서 가져왔으나 《소닉 제너레이션즈》 이후 발매된 게임에서 파생된 게임 역학도 도입했다.
《섀도우 제너레이션즈》는 단독 게임으로 발매되지 않고 대신 《소닉 제너레이션즈》 리마스터판이 동봉된 《소닉 X 섀도우 제너레이션즈》에 수록된 방식으로 출시됐다. 2024년 10월 25일 닌텐도 스위치, 플레이스테이션 4, 플레이스테이션 5, 윈도우, 엑스박스 원 및 엑스박스 시리즈 X/S 플랫폼으로 발매됐다. 출시 당시 긍정적인 평가를 받았으며 출시 당일 판매량이 1백만 장, 2025년 1월까지 판매량이 200만 장 이상으로 상업적 성공을 기록했다.

## 반응
《섀도우 제너레이션즈》는 리뷰 애그리게이터 웹사이트 메타크리틱에서 "대체적으로 긍정적인 평가"를 기록했다.

### 내용주
1. ↑  영어: Shadow Generations, 일본어: シャドウ ジェネレーションズ
2. ↑  영어: Sonic X Shadow Generations, 일본어: ソニック × シャドウ ジェネレーションズ
3. ↑  Based on 79 reviews
4. ↑  Based on 6 reviews
5. ↑  Based on 8 reviews
6. ↑  Based on 101 reviews

### 참조주
1. ↑  “Sonic X Shadow Generations Metacritic”. 《Metacritic》. 2025년 2월 27일에 확인함.
2. ↑   “Sonic X Shadow Generations Metacritic”. 《Metacritic》. 2025년 2월 27일에 확인함.
3. ↑   “Sonic X Shadow Generations Metacritic”. 《Metacritic》. 2025년 2월 27일에 확인함.
4. ↑  “Sonic x Shadow Generations Reviews”. 《OpenCritic》 (영어). 2025년 2월 27일에 확인함.
5. ↑  Nightingale, Ed (2024년 10월 21일). “Sonic x Shadow Generations review - brilliant new campaign leaves the blue blur overshadowed”. Eurogamer. 2024년 10월 22일에 확인함.
6. ↑  Shea, Brian (2024년 10월 25일). “Sonic X Shadow Generations Review - The Ultimate Celebration”. 《Game Informer》 (영어). 2025년 3월 26일에 원본 문서에서 보존된 문서. 2025년 4월 1일에 확인함.
7. ↑  Ramée, Jordan (2024년 10월 22일). “Sonic X Shadow Generations Review - Reruns”. GameSpot. 2024년 10월 22일에 확인함.
8. ↑  Murphy, Matthew (2024년 10월 21일). “Review: Sonic X Shadow Generations”. Hardcore Gamer. 2024년 10월 22일에 확인함.
9. ↑  “Sonic X Shadow Generations Review”. 《IGN》. 2024년 10월 21일. 2024년 10월 22일에 확인함.
10. ↑  Reynolds, Ollie (2024년 10월 28일). “Sonic X Shadow Generations Review (Switch)”. Nintendo Life. 2024년 11월 4일에 확인함.
11. ↑  Rairdin, John; Zawodniak, Melanie (2024년 11월 3일). “Sonic X Shadow Generations (Switch) Review”. Nintendo World Report. 2024년 11월 4일에 확인함.
12. ↑  Tailby, Stephen (2024년 10월 21일). “Sonic X Shadow Generations Review”. 《Push Square》. 2024년 10월 22일에 확인함.
13. ↑  White, Lucas (2024년 10월 21일). “Sonic x Shadow Generations review: Hello darkness, my best friend”. 《Shacknews》. 2024년 10월 22일에 확인함.
14. ↑  Donaldson, Alex (2024년 10월 21일). “Sonic X Shadow Generations review: one of Sonic's modern classics well-refined, with a strong (but short) new campaign”. 《VG247》. 2024년 10월 22일에 확인함.